# 尾芽站
尾芽站，位于中华人民共和国贵州省黔西南布依族苗族自治州册亨县丫他镇，是南昆铁路上的火车站，建于1997年，由南宁铁路局管辖。

## 車站周邊
- 尾芽
- 板万
- 尾贤

## 歷史
建于1997年。